# 康乐园早期建筑群
康乐园早期建筑群位于中国广东省广州市海珠区新港街道中大社区新港西路135号中山大学广州校区南校园内。康乐园是原私立岭南大学校园，广州日占期间沦为省立广东大学校址。1952年院系调整后，中山大学自广州石牌迁入康乐园。由于多以红砖绿瓦、中式屋顶和西式墙身的组合为建筑风格，该建筑群又被称为“中大红楼”。2002年7月，核定公布为广东省文物保护单位。

## 历史
岭南大学的历史可追溯到1888年创办的格致书院，后演变为岭南学堂，1903年学校在康乐村购得200多亩土地作为新校舍，故称康乐园，而康乐村的得名与南朝诗人谢灵运有关。1952年岭南大学被撤销并入中山大学，校址由中山大学使用。

康乐园建筑沿中轴线排列，在中轴线及两旁主要有怀士堂、陈寅恪故居、马丁堂、格兰堂、荣光堂、哲生堂、爪哇堂、十友堂、张弼士堂、惺亭、岭南大学附中、附小建筑；东侧有马岗顶洋教授建筑群和“广寒宫”；西侧是模范村中国教授住宅群。

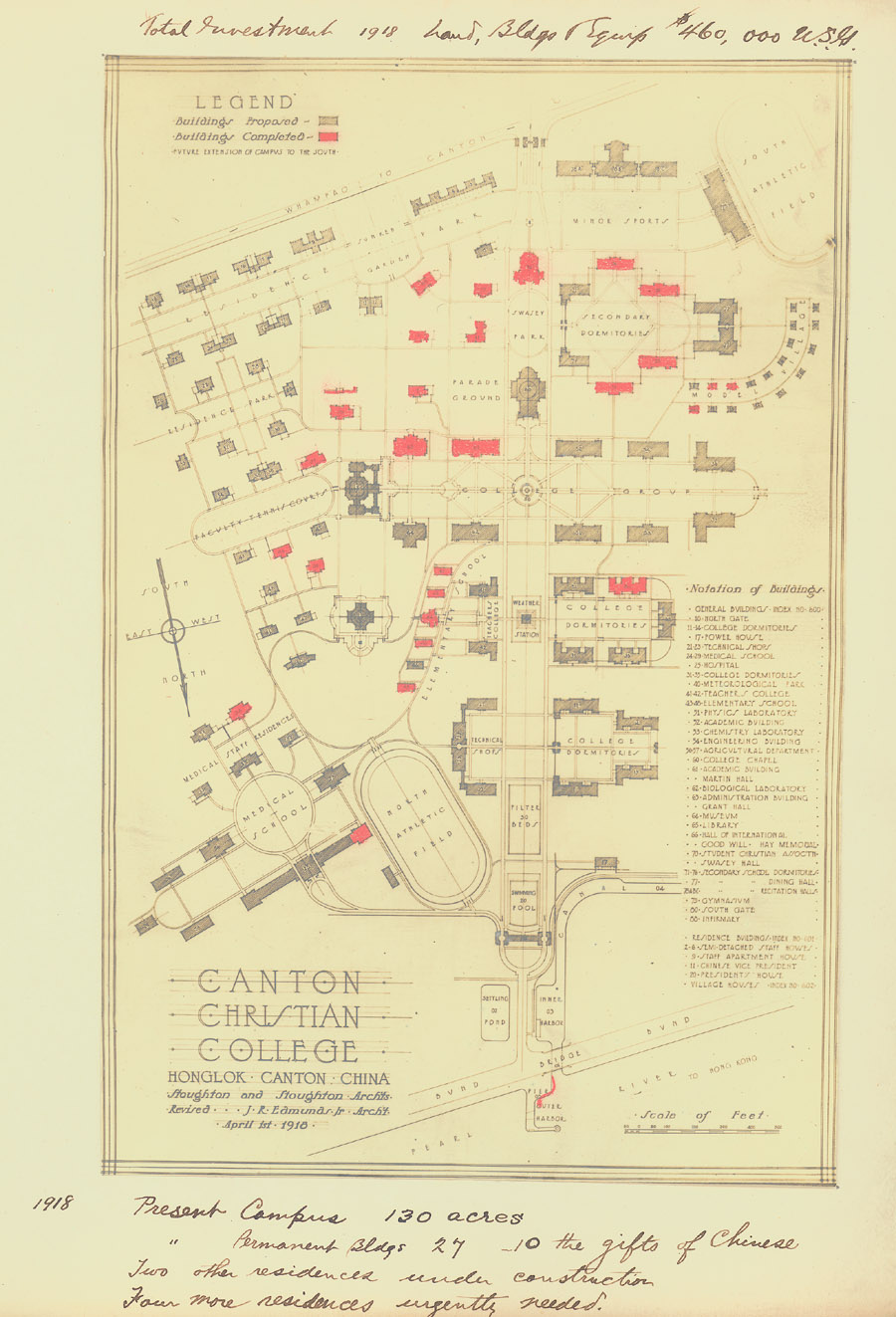
1918年的岭南大学康乐园校址规划图，上南下北，红色为当时已建成的建筑

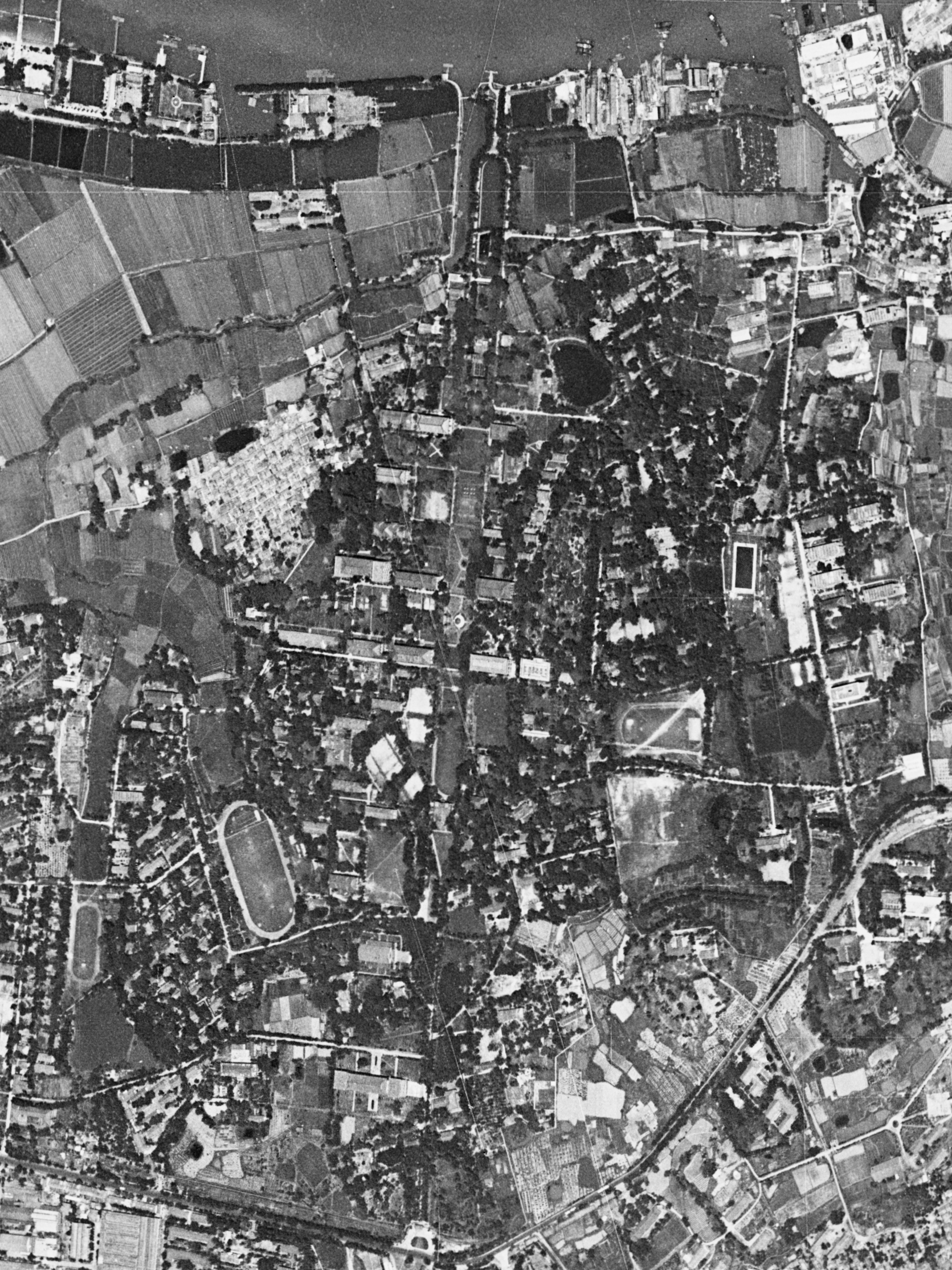
康乐园卫星图（1966年）

## 建築列表
| 名称                       | 建造年代             | 历史图片 | 现状图片 | 说明 |
| -------------------------- | -------------------- | -------- | -------- | --- |
| 怀士堂                     | 1915年～1917年       |          |          | 马丁堂（Martin Hall），又称“小礼堂”，为中山大学的标志性建筑之一。由美国发明家、华纳与史怀士公司联合创始人安布雷·史怀士捐资2.5万美元建造，美国建筑师小詹姆斯·埃德蒙兹设计，于1915年动工，1917年2月建成，堂匾“怀士堂”为商承祚所题。建筑面积1550.77平方米，为三层坐南朝北建筑，正中三开间为两层门廊，两侧塔楼三层，塔楼两侧各伸出一层，台顶为露台，初为岭南大学基督教青年会会所，并兼做礼堂之用。1986年为迎接英国女王来访重新装修，现作为学校的最高学术讲学厅。          |
| 马丁堂                     | 1906年               |          |          | 马丁堂（Martin Hall），由美国斯道顿建筑师事务所设计，1906年落成，因与西院史达理堂相对而称东院；后为纪念建校捐款最多的美国辛辛那提工业家亨利·马丁（Henry Martin）改为现名，是康乐园内第一栋永久性建筑，亦是中国第一栋钢筋混凝土混合结构建筑。初为岭南学堂的主要教学办公场所，并长期用作图书馆馆舍，现为中山大学社会学与人类学学院大楼，正门刻有费孝通所题“中山大学人类学系” 匾额。堂前石狮为岭南大学首任华人校长钟荣光于广州城内觅得。现为中山大学社会学与人类学学院。 |
| 格兰堂                     | 1915年               |          |          | 格兰堂（Grant Hall），由于楼顶设有报时大钟，又称“大钟楼”，由美国斯道顿建筑师事务所设计，于1915年动工，1916年6月落成。由美国纽约商人肯尼迪之妻约翰·肯尼迪夫人（Mrs. John S. Kennedy）捐建，为纪念新泽西州富商之子、自1896年起任格致书院（岭南学堂前身）纽约董事局书记兼司库的格兰先生（William Henry Grant）而命名，为岭南大学的行政事务所，二楼东面曾设为图书馆。中山大学迁入后作为行政办公大楼使用，20世纪60年代初，在原基础上加建一层。现为中山大学校史馆。         |
| 史达理堂                   | 1928年               |          |          | 史达理堂（Willard Straight Hall），又称陆达理堂、科学馆，因与东院马丁堂相对，又称西院，由美国史达理夫人（Mrs. Willard D. Straight）和洛克菲勒基金会于1925年共同捐建，落成于1928年10月，为岭南大学理学院大楼。 |
| 卡彭特楼                   | 1911年               |          |          | 卡彭特楼（Carpentier Hall），以美国豪拉斯·卡彭特的2.5万美元遗产捐建而成，由美国斯道顿建筑师事务所设计，1911年落成，曾用作女生第一宿舍、岭南医院护士学校。 |
| 麻金墨屋一号（陈寅恪故居） | 1911年               |          |          | 麻金墨屋一号（McCormick Lodge No.1），为美国麻金墨夫人（Mrs. Nettie F. McCormick）为纪念其丈夫捐建，1911年落成，初为岭南学堂附属中学校长、岭南大学图书馆馆长葛理佩（Henry B. Graybill）的住宅。20世纪50年代起，陈寅恪教授曾居住于此楼二楼。2009年11月12日辟为陈寅恪故居。“陈寅恪故居”木匾由饶宗颐手题，门前草地上竖立有陈寅恪铜像。 |
| 马应彪夫人护养院           | 1919年               |          |          | 马应彪夫人护养院（The Infirmary），由岭南大学首位华人校董、先施公司创办人马应彪以夫人霍庆棠的名义捐建，美国建筑师小詹姆斯·埃德蒙兹设计，1919年落成，为师生而设的校医院。1991年，马应彪之子马文辉捐资加建一层。 |
| 八角亭                     | 1919年               |          |          | 八角亭（Fruit Kiosk），美国建筑师小詹姆斯·埃德蒙兹设计，1919年落成，初为艺徒果店，盈利用作岭南大学学生青年会开办艺徒学校的经费。1934年3月被学校收回，改办消费合作社。 |
| 农事职业科宿舍             | 1920年               |          |          | 农事职业科宿舍（Workman Agriculture Dormitory），落成于1920年，最初为农场工人宿舍，其后曾在此开办教育学系试验班。1932年，岭南大学理学院成立自然博物采集所后，曾用作研究和标本室。 |
| 爪哇堂                     | 1922年               |          |          | 爪哇堂（Java Hall），美国建筑师小詹姆斯·埃德蒙兹设计，因印尼爪哇各地华侨捐建而得名，为大学第一寄宿舍。现堂匾“爪哇堂”为容庚所题。现为中山大学物理学院教师及研究生办公室。 |
| 荣光堂                     | 1924年               |          |          | 荣光堂（Wing Kwong Hall），美国建筑师小詹姆斯·埃德蒙兹和尤茨（Philip N. Youtz）设计，1924年落成，由岭南大学校友资助建成，为纪念岭南大学首任华人校长钟荣光而命名为“荣光堂”，为大学第二寄宿舍。20世纪70年代加建一层。现堂匾“荣光堂”为容庚所题。 |
| 陆祐堂                     | 1931年               |          |          | 陆祐堂（Luk Yau Hall），美国建筑师亨利·墨菲设计，1931年落成，由黄容康、黄容章兄弟捐助大部分建筑经费，初以黄氏兄弟之父黄汉秋命名为“汉秋堂”（Han Chiu Hall），后改以黄汉秋养父陆祐命名，为大学第三寄宿舍，现堂匾“陆祐堂”为商承祚所题。现为中山大学物理学院物理实验教学中心。 |
| 哲生堂                     | 1931年               |          |          | 哲生堂（Chit Sang Hall），因常有燕子栖息又称为“燕子楼”。由中华民国铁道部拨款建设，美国建筑师亨利·墨菲设计，1931年8月落成，以孙中山长子、铁道部长孙科之字“哲生”命名。为岭南大学工学院大楼。现堂匾“哲生堂”为商承祚所题。现为中山大学物理学院用楼。 |
| 十友堂                     | 1929年               |          |          | 十友堂（Ten Alumni Hall），由岭南大学十位校友林护、蔡昌、李煜堂、李星衢、马应彪、梅彩迺、黄世煦、黎拾义、邹敏初、邹殿邦各出1万元兴建，故得名。落成于1929年12月，为岭南大学农学院大楼，现堂匾“十友堂”为容庚所题。 |
| 张弼士堂                   | 1921年               |          |          | 张弼士堂（Chang Hall），美国建筑师小詹姆斯·埃德蒙兹设计，1921年落成，由华侨实业家张弼士的夫人张朱澜芝、儿子张秩捃按其遗愿捐赠7万元捐建，用作岭南大学附属华侨学校校舍。堂匾“张弼士堂”为商承祚所题。 |
| 蚕丝学院制种室             | 1921年               |          |          | 蚕丝学院制种室（Seeding House, Sericulture Buildings），又称飞利达育蚕室，由美国纽约丝绸商人马科斯·飞利达（Marcus Fieldler）捐建，1921年落成，为原岭南大学蚕丝学院建筑群四栋中仅存的一栋。 |
| 惺亭                       | 1928年               |          |          | 惺亭（The Xing Pavilion），又称钟亭、烈士钟亭，由岭南大学1928届毕业生“惺社”为纪念史坚如、区励周、许耀章三位烈士筹资兴建，美国建筑师亨利·墨菲设计，1928年落成，为八角攒尖顶仿古建筑，亭中有古钟，据传当年岭大学生上课以撞此钟为号，“惺亭”二字原由商衍鎏所题，后损毁，由其子商承祚于1981年补书。 |
| 新女学（广寒宫）           | 1933年               |          |          | 新女学（New Girl's Dormitory），又称“广寒宫”，由建筑师黄玉瑜设计，1933年落成，由岭南大学美国基金会和华人妇女认捐兴建，其中约半数建筑费用由美国新泽西州柯兰城（Orange Wing）捐出。曾用作女生第二宿舍。 |
| 黑石屋                     | 1914年               |          |          | 黑石屋（Blackstone Lodge），位于怀士堂东北向，1914年落成，由美国芝加哥伊莎贝·布勒斯顿（黑石）夫人（Mrs. I. F. Blackstone）捐建，初为岭南学校教工宿舍，曾为岭南大学首任华人校长钟荣光的寓所，后为岭南同学总会会址，1988年，岭南大学香港同学会募款重修，现为学校接待贵宾的用楼。 |
| 马应彪招待室               | 1922年               |          |          | 马应彪招待室（Guest House），由岭南大学首位华人校董、先施公司创办人马应彪捐建，美国建筑师小詹姆斯·埃德蒙兹设计，1922年落成，内设办公室、会客厅、客房，后曾用作岭南大学单身教员宿舍。现堂匾“马应彪招待所”为商承祚所题。1989年，马应彪之子马文辉捐资加建一层。现为中山大学岭南学院用楼。 |
| 马岗堂                     | 1936年               |          |          | 马岗堂（Lingnan Chapel），又称马岗顶礼拜堂、岭南礼拜堂、新教堂，由岭南社团及海外友人捐建，1936年落成。初为基督教小礼拜堂，大学晨会亦在此举行。 |
| 高利士屋                   | 1913年               |          |          | 高利士屋（Coles Lodge），又译高礼士屋、高士屋，由美国艾克曼·高利士医生（Dr. J. Ackerman Coles）捐建，美国斯道顿建筑师事务所设计，1913年落成。原为岭南学校校医兼副监督、后任副校长的林安德医生（Dr. Andrew H .Woods）住宅。1931年前后，曾任岭南大学校长、监督的香雅各博士（Dr. James M. Henry）曾在此居住。 |
| 孖屋                       | 1919年               |          |          | 孖屋（Semi-Detached House），为洛克菲勒基金会中国医业董事会捐建的三栋孖屋形（两间独立住宅相连成一栋、左右对称）教师住宅，1919年落成，现存两栋。生物学家陈心陶曾在此居住。 |
| 何尔达屋                   | 1921年               |          |          | 何尔达屋（Holt Residence），由岭南大学美籍教员何尔达（Alfred H. Holt）之父捐建，1921年落成，初为何尔达住宅；1930年何尔达任教期满离开后，遂长期作为岭南大学化学系教授兼理工学院院长富伦（Henry S. Frank）的居所。 |
| 积臣屋                     | 1912年               |          |          | 积臣屋（Jackson Lodge），由时任岭南学校董事会主席积臣先生（Samuel Macauley Jackson）捐建，美国斯道顿建筑师事务所设计，1912年落成，初为岭南学校校长晏文士博士（Dr. Charles K. Edmunds）住宅，其后用作美国基金委员会办事所，1936年前后用作教务长办公室与西童学校。1992年，学校筹资加建一层。 |
| 希仑高屋                   | 1911年               |          |          | 希仑高屋（Gould Lodge），由美国海伦·希仑高女士（Miss Hellen Gould）捐建，1911年落成，曾为岭南大学蚕桑科主任夏活先生（Dr. Harvey J. Howard）的住宅。1966年前，数学家姜立夫曾在此居住。 |
| 美臣屋                     | 1919年～1920年       |          |          | 美臣屋（Mason Lodge），为美臣先生（George Grant Mason）所捐建的两栋教师住宅，落成于1919-1920年间，曾长期用作教师住宅。1936年前后，岭南大学历史政治系教授兼系主任包令留（Henry C. Brownell）在此居住。1949-1964年，岭南大学校长、中山大学副校长陈序经在此居住。 |
| 神甫屋                     | 1947年～1948年       |          |          | 神甫屋（Maryknoll House），又称马利诺堂，落成于1947-1948年间，原为岭南大学工学院工程力学课教师韩德礼（Joseph A. Hahn）和社会学系教师潘德民（George N. Putnam）两位神甫的居住地，后改用作中山大学孙中山纪念馆。 |
| 麻金墨屋二号               | 1913年               |          |          | 麻金墨屋二号（McCormick Lodge No.2），由美国芝加哥麻金墨夫人（Mrs. Nettie F. McCormick）捐建，1913年落成，为区别于1911年她所捐建的另一建筑，改称麻金墨屋二号。初为岭南学校国文教授陈辑五的住宅。1931年，岭南大学副校长李应林在此居住；1936年改为中国员工俱乐部。 |
| 谭礼庭屋                   | 1925年               |          |          | 谭礼庭屋（Tamm Lai Ting Houses），又称同学屋，位于怀士堂东南侧，由岭南大学校董谭礼庭捐建，1925年落成，为孖屋型建筑，一侧曾用作岭南同学会所，另一侧用作岭南大学旧同学在校任职者住宅。 |
| 惠师礼屋                   | 1924年～1925年       |          |          | 惠师礼屋（Wesley House），又称李富士屋，由英格兰惠师礼循道会捐建，落成于1924-1925年间。初为惠师礼循道会派至岭南大学的李富士先生（Ronald D. Rees）的住宅，其后曾长期用作教师住宅。 |
| 白德理屋                   | 1927年               |          |          | 白德理屋（Bradley House），又称白德理纪念屋，由白德理先生为纪念其妻子而捐建，落成于1927年前后。初为单身女教工宿舍，其后曾长期用作教师住宅。 |
| 威林宾屋                   | 1914年               |          |          | 威林宾屋（William Penn Lodge），为岭南学校嘉惠林医生（Dr. William W. Cadbury）同乡好友、美国宾夕法尼亚州的威林宾先生（William Penn）捐建，1914年落成。初为嘉惠林医生的住宅。其后长期用作教师住宅。 |
| 韦耶孝实屋                 | 1916年               |          |          | 韦耶孝实屋（Weyerhaeuser Lodge），又译卫厚实屋、委夏士屋、威尔豪士屋，由美国韦耶孝实夫人（Mrs. Frederick Weyerhaeuser）捐建，1916年落成。初为岭南大学文理学院院长梁敬敦住宅。曾长期用作教师住宅。 |
| 宾省校屋                   | 1920年               |          |          | 宾省校屋（Penn State Lodge），又称宾省大学屋，由曾任岭南大学农学院院长高鲁甫（George Weidman Groff）的母校美国宾夕法尼亚州立大学学生捐建，落成于1920年。初为高鲁甫住宅。1952-1969年，著名教育家许崇清在此居住。 |
| 伦敦会屋                   | 1916年               |          |          | 伦敦会屋（London Mission Lodge），又称L.M.S屋，由伦敦传道会捐建，以供该会派来岭南学校任职者居住，1916年落成。初为岭南学校副监督、宗教主任白士德（Alexander Baxter）所居住。中山大学原校长黄焕秋曾在此居住。 |
| 协和神学院建筑群           | 1947年～1948年       |          |          | 协和神学院建筑群（Union Theological College），落成于1947-1948年间。1946年，广州协和神学院并入岭南大学后，岭南大学另划出校园东南区60亩地，由协和神学院出资建新校舍，1951年与岭南大学脱离。 |
| 岭南大学附中建筑群         |                      |          |          | 岭南大学附属中学四栋中学寄宿舍，由西向东呈雁字形展开，先后落成于1910年3月、1911年、1912年、1916年。1931年前后，岭南大学为解决附属中学校舍紧张问题，决定筹款兴建新校舍，先后建成5栋建筑，形成新中学建筑群。现存3栋，分别为两栋中学新寄宿舍文虎堂、翘燊堂以及中学新教室。文虎堂（Boon Haw Hall），由新加坡华侨胡文虎兄弟捐建，翘燊堂（Kiw San Hall）由李翘燊捐建，落成于1933年，楼匾均为冯愿题写。                                                                      |
| 岭南大学附小建筑群         |                      |          |          | 附属小学建筑群（Primary School Group），先后落成于1915-1930年间。岭南大学附属小学前身为蒙养学塾，1914年转交岭南大学接办，后正式迁入康乐园，建有陈嘉庚堂、七栋小学校舍、方亭一座。陈嘉庚堂（Tan Kah Kee Hall），美国建筑师小詹姆斯·埃德蒙兹设计，落成于1919年6月，华侨领袖陈嘉庚认捐1万新加坡元兴建，并亲自出席开幕典礼。现堂匾“陈嘉庚纪念堂”为商承祚所题。 |
| 模范村建筑群               | 1915～1930年         |          |          | 模范村建筑群（Permanent Model Village），又称西区住宅，以校友捐赠与学校拨款相结合的方式兴建，因其代表当时教师住宅的小洋楼模式，故名“模范”。于1915-1930年间先后建成十余栋村屋。至20世纪60年代，模范村一直是康乐园内教职员住宅区。现存13栋。 |
| 教会山                     | 1905～1912年         |          |          | 由岭南大学教会于1905-1912年间设立的墓园。墓园内共有独葬及合葬墓200多座，现存最早墓碑立于1912年。所葬人士多数为原岭南大学及中山大学师生、员工及其亲属，包括戴永丰、梁方仲、桂铭敬、李廷安、傅保光、陈耀真、陈序经等，另有清光绪十五年（1889年）沉船遇难的1508名同胞义冢。 |
| 七进士牌坊                 | 1635年（1999年重建） |          |          | 明崇祯八年（1635年）为表彰天启五年（1625年）广东进士李斯党、梁士济、罗亦儒、吴之翰、岑之豹、尹明翼、高魁而立，故称“乙丑七进士牌坊”，原来位于忠贤坊，1947年因扩建道路被拆除，拆卸下来的材料堆放在岭南大学马岗顶，岭南大学校友会捐资70多万元于1999年11月修复。牌坊为三间四柱五楼牌坊，高10.37米，面阔9米，上书“乙丑进士”四字。 |